# Fàbia (tribu)
La tribu Fàbia va ser una de les 35 tribus romanes amb dret de vot. El seu nom deriva de la Gens Fàbia, una de les famílies més antigues de la ciutat. Sembla que el seu territori se situava a la riba dreta del Tíber. Un festival romà celebrat l'1 de juny en honor de Ceres portava el nom de Fabària (Fabaria).